# 反式作用因子
反式作用因子（英語：Trans-acting factor），也称为反式因子，是指能直接或间接地识别或结合在各类顺式作用元件核心序列上，参与靶基因转录效率调控的蛋白质或RNA。无论是原核生物还是真核生物，基因表达调节总是通过反式作用因子与顺式作用元件之间的作用来完成的。前者是蛋白质或RNA，后者是一段DNA或一段RNA。顺式是指DNA或RNA同一分子，反式是指不同分子。
根据不同功能，常将反式作用因子分为以下3类：具有识别启动子元件功能的基本转录因子、能识别增强子或沉默子的转录调节因子，以及不需要通过DNA-蛋白质相互作用就参与转录调控的共调节因子。